# إمري بيريني

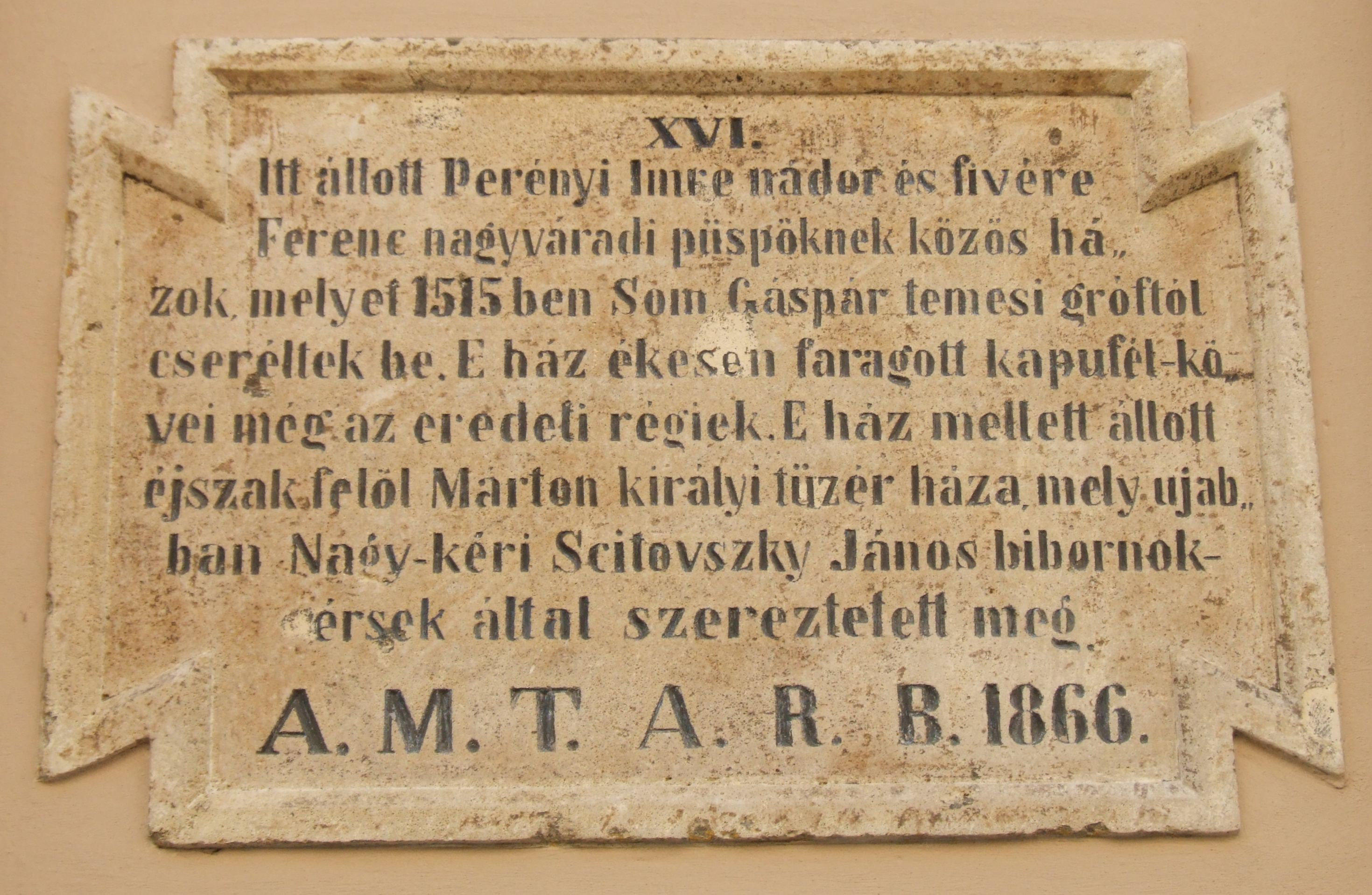
لوحة تذكارية على منزل إيمري پيريني السابق.

إمري پيريني الثالث (بالمجرية: Perényi (III.) Imre)‏، المعروف باللاتينية باسم إيميريكوس پيرينيوس (باللاتينية: Emericus Perenius)(ولادة: ؟ – وفاة: 5 فبراير1519م)، بالاطين مملكة المجر بين عامي 1504م و1519م وذلك خَلَفًا لـ غيريبي بيتر (بالمجرية: Geréb Péter)‏.
ابتداءً من عام 1498م، شغل إمري پيريني منصب كبير سُقاة الملك (بالمجرية: főasztalnokmester)‏ في بلاط الملك فلاديسلاف الثاني ملك المجر (بالمجرية: II. Ulászló)‏.

## والديه
والده أسطفان پيريني (بالمجرية: Perényi István)‏، الذي شغل منصب رئيس الخزانة الملكية (tárnokmester). تقرّب في البداية من عائلة هونياد (Hunyadi)، إلا أنه في عام 1471م انقلب ضد الملك ماتياس كورڤين (بالمجرية: Hunyadi Mátyás أو Corvin Mátyás) وساند الأمير الپولندي القديس كازيمير (Kázmér)، ونتيجةً لذلك حَكَمَ عليه الملك ماتياس كورڤين بمصادرة أملاكه. ولكن لاحقًا، أعاد الملك ماتياس كورڤين نفسه هذه الأملاك إلى ابن أسطفان: إمره پيريني.
والدته أورشولا أويلّاكي (بالمجرية: Újlaki Orsolya)‏، ابنة ميكلوش أويلّاكي (بالمجرية: Újlaki Miklós)‏، بان ماتشوا (بالمجرية: macsói bán)‏، وفويفود ترانسيلفانيا، وملك البوسنة.

## زوجتيه وأبناءه
كانت زوجته الأولى ماجدولنا باتوري (بالمجرية: Báthori Magdolna)‏، ومنها أنجب ولدَين هما:
1. فيرينك پيريني (بالمجرية: Perényi Ferenc)‏، أسقف فاراد، الذي قُتل في معركة موهاج 1526م،
2. بطرس پيريني (بالمجرية: Perényi Péter)‏، حارس التاج المجري المقدس، وڤُويْڤُود ترانسيلڤانيا، الذي لعب دورًا رئيسيًا بعد عام 1526م.

أما زوجته الثانية فكانت كانيجاي دوروتيا (بالمجرية: Kanizsai Dorottya)‏ أرملة بالاطين مملكة المجر بطرس غيريب (بالمجرية: Geréb Péter)‏ النائب السابق للملك، وبعد وفاة إمري پيريني، تولّت دوروتيا تربية أبناء زوجها اليتامى، الذين كانوا قد اقتربوا من سن الرشد.

## أجداده
كان جده، يوحنا پيريني (بالمجرية: Perényi János)‏، حاكم زيمپلن (zempléni ispán)، من بين كبار النبلاء الذين شاركوا في انتخاب الملك فلاديسلاف الثالث (بالمجرية: I. Ulászló)‏ ودعوته لتولي عرش مملكة المجر.
تقرّب في البداية من عائلة هونيادي (Hunyadi)، إلا أنه انقلب عام 1471 ضد الملك ماتياس الأول (I. Mátyás) وساند الأمير البولندي كازمير (Kázmér). نتيجةً لذلك، حكم عليه الملك ماتياس بمصادرة أملاكه. لكن لاحقًا، أعاد ماتياس نفسه هذه الأملاك إلى إيمري پيريني (Imre Perényi).

## حياته
في عام 1502م، أرسل الملك فلاديسلاف الثاني ملك المجر وفدًا نبيلًا إلى الحدود لاستقبال آنا من فوا-كاندال (Candale-i Anna)، وكان أندراش باتوري هو قائد هذا الوفد. استمرت الملكة في دعمه، مما ترك انطباعًا جيدًا لديه على الأرجح. وفي عام 1504م، وبمساعدة الملكة ووزيرها جرجس ساتماري (Szatmári György)، تولى منصب بالاطين المجر، وفي هذا المنصب أصبح أحد زعماء ما يسمى "الحزب الملكي" أو "حزب المحكمة". في نفس العام، تمت خطبته لآنا اجغيلون بناءً على رغبة فلاديسلاف واستمر الخطوبة لأكثر من عام.
في مجلس النواب عام 1505م، عارض القرار الذي يحظر انتخاب الحكام الأجانب، وهو ما يُعرف بـ "مرسوم راكوشي" (rákosi végzést)، على الرغم من أنه وقع عليه لاحقًا لأسباب سياسية.
في عام 1506م، توفيت الملكة بسبب الولادة المبكرة، وأصبح الملك فلاديسلاف مكتئبًا، فتم تنفيذ المهام الحكومية المهملة إلى حد كبير من قبل ساتماري وپيريني. في تلك الفترة، حصل على قلعة فوزير (Füzér) وممتلكاتها من الملك.
في عام 1509م، أصبح حاكمًا يتمتع بكامل الصلاحيات في غياب الملك، وفي هذه الفترة، نجح في تخفيف معارضة الطبقة النبيلة المنظمة حول يوحنا زابولياي.
ابتداءً من عام 1512م، حصل على لقب بان كرواتيا (horvát báni) لمدة عامين، بالمشاركة مع بطرس بيريسلو (Beriszló Péter).
وفي عام 1513م، تم انتخابه قائدًا عامًا لمملكة المجر مع يوحنا زابولياي.
وفي عام 1514م، يُحتمل أنه لعب دورًا مهمًا في منع تحويل الإعلان الثلاثي "تريبارتيتوم" (Tripartitum)، الذي أعدّه أسطفان فيربوتشي (Werbőczy István) وتمت الموافقة عليه من قبل الملك والبرلمان على حد سواء، إلى قانون وطني، وذلك بسبب عدم صدور إعلان رسمي بشأنه.
في عام 1515م، لعب إمري پيريني دورًا مهمًا في التعديل الثاني لمعاهدة الخلافة الوراثية التي أُبرمت سابقًا بين الملك فلاديسلاف (Ulászló) والإمبراطور ماكسيميليان (Miksa). وبسبب مساهمته في هذا التعديل، نال إمري پيريني هِبات من الأراضي الإقطاعية من الملك فلاديسلاف،من بينها قلعة شيكلوش (Siklós) التي كانت قد سُحبت سابقًا من يوحنا كورڤين (Corvin János)، كما منحه الإمبراطور ماكسمليان في عام 1517م لقب أمير إمبراطوري (birodalmi herceg) إلا أن پيريني نفسه، وكذلك أفراد عائلته من بعده، لم يستخدموا هذا اللقب (لقب أمير إمبراطوري).
يرى بعض المؤرخين، أن إمري پيريني حصل على مِنَح الأراضي لأنه عبّر في البرلمان عن معارضته للبنود السرّية في معاهدة الخلافة. بل إن قلعة شيكلوش (Siklós) كانت قد مُنحت في الأصل إلى فرانجيپان بياتريكس (Frangepán Beatrix) وزوجها جرجس من براندنبورغ (Brandenburgi György) عندما تم تعيين بياتريكس كحاكمة إقليمية. غير أن حالة شبه تمرّد اندلعت ضد فرنجپاني بياتريكس، فوجّه إمري پيريني إنذارًا إلى آندراش بوت (bajnai Both Andrást)، قائد قلعة شيكلوش الذي عيّنته بياتريكس وزوجها جرجس من براندنبورغ، مطالبًا إياه بتسليم القلعة. ثم في عام 1507م، سار إمري پيريني نحو شيكلوش بقوة السلاح. وتصف وثيقة مؤرخة عام 1523م الحادثة على النحو التالي:
"بعد تجهيز ودمج جيوش كبيرة وقوات من الرجال، وجلب معه مدافع كبيرة وصغيرة، بالإضافة إلى آلات الحرب والأسلحة الأخرى، قام السيد الراحل العظيم أندراس بوث من بايناي، بان دالماسية وكرواتيا وسلافونيا السابق... بتطويق قلعة شيكلوش، الواقعة في مقاطعة بارانيا، بحلقة حصار وحاصرها حتى أجبرها على الاستسلام بقوة وجرأة. "
في عام 1512م، انضم پيريني إلى اللوردات الذين كانوا يعتزمون شراء ممتلكات جرجس من براندنبورغ. ولكن جرجس قرر في النهاية عدم مغادرة البلاد كما كان ينوي، خلافا لقراره.
أثناء ثورة الفلاحين بقيادة جيورجي دوزا عام 1514م، كان بيريني يقيم مع قواته الخاصة في سيكلوش، حيث فر إليه الكثير من النبلاء. كان هدف النبلاء المجتمعين هناك هو تعيين بالاطين لقيادة الحملة ضد الثوار، ولكن القائد العجوز والمصاب بداء النقرس، والذي بالكاد كان يستطيع التحرك، لم يكن مؤهلاً لهذه المهمة.
وبدءًا من عام 1515م، حصل على حقوق السيادة على دير تاهاني البيندي (tihanyi bencés apátság).
توفي الملك فلاديسلاف عام 1516م، وفي ذلك الوقت أصبح پيريني عضوًا في "مجلس الدولة" الذي حكم مملكة المجر بصفته الوصي أثناء فترة قصر سن الملك لويس الثاني ملك المجر. ومن المحتمل أنه بفضل شفاعته أصبح إيمري فورطوناتوس (Fortunatus Imre)، وهو لاجئ يهودي من إسبانيا تم تعميده، "ابنًا روحيًا" له وأصبح أمين خزينة الدولة في عهد الملك فلاديسلاف الثاني.